# Оттон III (герцог Швабії)
Оттон III (нім. Otto III.; бл. 995 — 28 вересня 1057) — герцог Швабії у 1048—1057 роках, маркграф Нордгау в Баварії. Відомий також як Отто Швайнфуртський.

## Життєпис
Походив з баварської династії Луїтпольдингів. Син Генріха фон Швайнфурта, маркграфа Нордгау, та Герберги фон Геннеберг (онуки графа Удо I Конрадіна). Народився близько 995 року. 1003 року внаслідок поразки повстання проти короля Німеччини Генріха II його батько втратив вплив у Франконії.
1014 року Оттон отримує графство Келсгау (Нижній Альтмюлер). 1017 року після смерті батька стає маркграфом Нордгау і Швайнфурту. Протягом 1020—1030-х років опікувався переважно розширенням власних володінь за рахунок купівлі в сусідів. У 1034 році в хроніках значиться як граф у долині Нааб.
Планував пошлюбити доньку польського короля Болеслава I, але 1035 року вирішив одружитися з представницею північноіталійського роду Ардуїнідів. 1040 року брав участь у поході до Богемії, коли імператорське військо зазнало поразки в Богемському лісі.
1048 року на рейхстазі в Ульмі імператор Генріх III після смерті перед тим Оттона II Еццонена передав йому Швабське герцогство. У 1050—1051 роках був учасником походів проти Угорщини. Згодом більше опікувався Швабією. Помер 1057 року. Через відсутність синів герцогство було передано Рудольфу фон Рейнфельден.

## Родина
Дружина — Ірменгарда, донька Ульріха Манфреда II, маркграфа Туринського.
Діти:
- Берта (д/н—1103), дружина: 1) Германа II, графа Кастля; 2) Фрідріха I, граф Кастля
- Гізела, дружина Арнольда фон Діссена, графа Андексу
- Юдит (д/н—1104), дружина: 1) Конрада I, герцога Баварії; 2) Ботона, графа Поттенштайну
- Айліка, абатиса монастиря Нідермюнстера
- Беатріса (1040—1104), дружина Генріха II, графа Гільдрицгаузену